# Intohimo
Intohimo war eine schwedische Post-Hardcore-Band aus Jönköping.

## Geschichte
Intohimo wurde 2004 gegründet und bestand aus den Musikern Johan Lindblom (Gesang), Joakim Bergquist (Gitarre), Albim Blomqvist (ex-Her Bright Skies, Gitarre), Jakob Sandgren (Bass) und Joakim Möller (Schlagzeug).
2006 gewann die Gruppe auf dem IndieAward Festival in der Kategorie „Best Unsigned Act Award“. Die Gruppe erhielt einen Vertrag bei Pritty Dirty Promotions und veröffentlichten das Debütalbum Failures, Failures, Failures & Hope im Jahr 2007. Im Herbst 2008 unterschrieb die Gruppe bei The Unit Music Company und begann die Arbeiten an dem Zweitling mit Simon Grenhed von Blindside.
Im Frühjahr 2009 wurde das Album während eines Konzerts mit Underoath in Göteborg vorveröffentlicht. Es heißt Us; The Hollows und stieg am 15. Mai 2009 in den schwedischen Charts ein. Im selben Jahr trat die Gruppe auf dem Flevo Festival in den Niederlanden auf.
2010 spielte die Gruppe auf mehreren Festivals, darunter Siesta Festival, Peacedog Festival, Dreamhack und Rock Without Limits.
Im März 2011 spielte Intohimo erstmals in den USA. Dies war auf dem SXSW in Austin, Texas. Im September desselben Jahres war die Gruppe gemeinsam mit Write This Down Supportband für Blindside für deren US-Tour- der „With Shivering Hearts we Wait Tour“.
Auch wenn die Musiker überzeugte Christen sind, bezeichneten sie die Band nicht als Christenband. Intohimo ist finnisch und bedeutet Passion.

## Diskografie

### Demos
- 2004: In the Deepest of Mind
- 2005: PastPresentAndNeverAgain

### Alben
- 2007: Failures, Failures, Failures & Hope (Pritty Dirty Promotions)
- 2009: Us; The Hollows (The Unit Music Company)
- 2012: Northern Lights

### EPs
- 2012: Winter Sun